# Protect and Survive
Protect and Survive war der Titel einer Serie von Broschüren sowie eine Serie von Zivilschutz-Informationsfilmen der britischen Regierung, die um 1980 publiziert wurden, um die Bevölkerung über Notfallmaßnahmen im Falle eines nuklearen Angriffs zu informieren. Das Schlagwort bezog sich ebenfalls auf das weitere nationale Zivilverteidigungsprogramm.

## Zweck
Das Heft und die Filme beinhalteten eine Reihe von Maßnahmen, die von der Bevölkerung im Falle einer Kernwaffenexplosion selbsttätig durchgeführt werden sollten, um ihr Überleben zu ermöglichen. Dazu gehörten Instruktionen zum richtigen Erkennen der entsprechenden Sirenensignale (Warnung vor dem Angriff und vor dem Beginn der Fallout-Phase sowie Entwarnung), zur Bevorratung von Trinkwasser und Lebensmitteln sowie Erste-Hilfe-Artikeln, der Vorbereitung eines „Fallout-Raums“ (fall-out room) in der eigenen Wohnung und dem Bau eines darin befindlichen provisorischen Schutzraums (inner refuge), der aus alltäglichen Gegenständen (wie Türen, Tischen oder Sandsäcken) hergestellt werden kann. Die Aufklärungsfilme enthielten ähnliche Hinweise wie die Broschüre. Der Sprecher war der Schauspieler Patrick Allen. Sie wurden von Richard Taylor Cartoons produziert.
Bereits 1964 hatte die britische Regierung eine solche Informationsbroschüre und dazugehörige, sehr ähnliche Filme produziert, vor allem die Sprechertexte wurden (wenn auch gekürzt) für die um 1980 produzierte Serie übernommen.

## Öffentliche Wirkung
Nach Erscheinen der Filme wurden in Großbritannien Stimmen laut, die deren Stil als ungewöhnlich fatalistisch kritisierten, zumal sie eine unmittelbare Bedrohung eines Kernwaffenkriegs heraufbeschworen. 1982 erschien der Fernsehfilm Q. E. D. - A guide to Armageddon, in dem die Ratschläge aus der Broschüre überprüft und ihre Nutzlosigkeit bei einem Atomangriff auf London dargestellt wurde.
Die Kampagne wurde in vielfältiger Weise in der Kunst und Populärkultur zitiert. Der einen Atomkrieg darstellende Fernsehfilm Threads von 1984 verwendet Videos und Tonauszüge von Protect and Survive. Bekannt in Deutschland wurde der auf einem von Raymond Briggs gezeichneten Comic beruhende Film Wenn der Wind weht von 1986 (Originaltitel: When the Wind Blows). Zudem gab es Adaptionen als Hörspiel und Theaterstück. Die Irish Folk-Band The Dubliners produzierte ein Lied mit dem Titel Protect and Survive, in dem es um sinnlose Maßnahmen für den Fall eines Atomangriffs geht, wie sie in den Broschüren beschrieben sind.

## Videos
- Protect and Survive - Action After Warnings (National Archive)
- Protect and Survive - Casualties (National Archive)